# Jagual (Patillas)
Jagual es un barrio ubicado en el municipio de Patillas en el estado libre asociado de Puerto Rico. En el Censo de 2010 tenía una población de 363 habitantes y una densidad poblacional de 68,91 personas por km².

## Geografía
Jagual se encuentra ubicado en las coordenadas 18°1′52″N 66°1′50″O / 18.03111, -66.03056. Según la Oficina del Censo de los Estados Unidos, Jagual tiene una superficie total de 5.27 km², de la cual 4.81 km² corresponden a tierra firme y (8.65%) 0.46 km² es agua.

## Demografía
Según el censo de 2010, había 363 personas residiendo en Jagual. La densidad de población era de 68,91 hab./km². De los 363 habitantes, Jagual estaba compuesto por el 67.77% blancos, el 15.15% eran afroamericanos, el 1.1% eran amerindios, el 0.55% eran asiáticos, el 13.77% eran de otras razas y el 1.65% pertenecían a dos o más razas. Del total de la población el 100% eran hispanos o latinos de cualquier raza.